# Louis Pasteur
Louis Pasteur (Dole, 27. prosinca 1822. – St. Cloud, 28. rujna 1895.), francuski kemičar i biolog.
Diplomirao je kemiju u Besançonu. Njegovo prvo istraživanje odnosilo se na optička svojstva vinske kiseline te je jedan od osnivača stereokemije. Bavio se problemima alkoholne i mliječne fermentacije, što ga je odvelo na proučavanje bolesti vina. Spoznaja da se klice iz kojih nastaju mikroorganizmi mogu uništiti utjecajem topline bila temelj postupka sterilizacije nazvanog po njemu pasterizacijom. S tim je u vezi i početak antiseptičke metode u kirurgiji, koju je Pasteur primijenio 1865. uvođenjem fenola kao sredstva za dezinfekciju rana. Istraživao je cjepiva protiv zaraznih bolesti. Bio je uvjereni pacifist i patriot te je nakon pruskog bombardiranja Pariza zatražio da se njegovo ime briše s popisa počasnih doktora Sveučilišta u Bonnu.
Izolirao je uzročnika antaraksa i primijenio cjepivo protiv te bolesti. Otkrio je i uzročnike rodiljske groznice i kolere peradi. Prvi Pasteurov zavod za istraživanje bjesnoće osnovan je 1888. Otkrio je da su uzročnici trunjenja i vrenja mikrobi. Pokusom dokazao da mikrobi nastaju samo od mikroba (sve živo može se razviti samo iz živoga). Uveo je nazive aerobni i anaerobni. Imenovao viruse kao uzročnike bolesti. Istraživao je procese zaraze i gnojenja. Uočio je da se neke zarazne bolesti ne ponavljaju pa je zaključio da uzročnici uzrokuju bolesti, ali i otpornost (imunitet) protiv te bolesti. Uveo je nove postupke u mikrobiologiji i uzgoju mikroorganizama.

## Rani život
Louis Pasteur rođen je 27. prosinca 1822. u regiji Jura, u naselju Dole u Francuskoj, u obitelji kožara. Odrastao je u naselju Arbois, što je vjerojatno ugradilo jako domoljublje u mladog Pasteura. U ranoj životnoj dobi bio je prosječan učenik, nadaren za crtanje i slikanje. Njegovi portreti obitelji i prijatelja bili su čuvani u Pasteurovom Institutu u Parizu. Diplomu prvostupnika umjetnosti dobio je 1840., a znanosti 1842. na pariškoj visokoj školi "École Normale Supérieure". Nakon što je kratko radio kao profesor fizike u "Dijon Lycée", godine 1848. postao je profesor kemije na Sveučilištu u Strasbourgu, gdje je upoznao Marie Laurent, kćerku rektora sveučilišta koju je i oženio 29. svibnja 1849. 
Imali su petero djece, od kojih je samo dvoje odraslo. Troje je preminulo od tifusa u djetinjstvu. Ova osobna nesreća nadahnula je Pasteura da istražuje lijekove za takve bolesti.

## Istraživanja

### Molekularna asimetrija
Pasteurov je u svojim ranim istraživanjima kemije, riješio pitanje vinske kiseline. Otopina dobivena iz živih stvari (posebno vinski talog) rotirala je ravninu polarizacije svjetla koje je prolazilo kroz otopinu. Nepoznato je bilo zašto sintetski dobivena vinske kiselina nema takav učinak na svjetlo. Bilo je to prva demonstracija kiralnosti molekula. Pasteurova doktorska teza iz kristalografije zainteresirala je W. T. Fuillet, koji mu je pomogao da dobije položaja profesora kemije na Sveučilištu u Strasbourgu. Godine 1854. postao je dekan Fakulteta znanosti u Lilleu, a 1856. adminstrator i upravitelj znanstvenih studija na "École Normale Supérieure".

### Teorija klica
Pasteur je pokazao da fermentaciju uzrokuje rast mikroorganizama i da je rast bakterija u juhi sastojaka posljedica biogeneze (žive stvari nastaju iz živih stvari, lat. Omne vivum ex vivo), a ne spontanog nastanka (tadašnja teorija da živi organizmi nastaju iz neživih tvari, npr. mušice iz prašine). Prokuhane juhe izložio je zraku u posudama koje su sadržavale filter koji je sprječavao vanjski kontakt s podlogom. U posudama ništa nije raslo, ako posude nisu otvorene i živi organizmi nisu izvana doprijeli u kašu. Bio je to jedan od najvažnijih pokusa koji je srušio teoriju spontane generacije, i išao u korist teorije klica.  
Iako Pasteur nije bio prvi koje je predložio teoriju klica (Girolamo Fracastoro, Agostino Bassi, Friedrich Henle i drugi učinili su to prije njega), on je proveo pokuse koji su jasno ukazivali na ispravnost teorije i pomogli uvjeriti Europu u njenu ispravnost. Danas se smatra ocem teorije klica i bakteriologije, zajedno s Robert Kochom.
Pasteurovo istraživanje pokazalo je da kvarenje pića kao što su vino, pivo i mlijeko uzrokuju mikroorganizmi. Tako je razvio postupak u kojem se tekućine kao što su npr. mlijeko zagijavaju kako bi ubili većinu bakterija i plijesni koji su prisutni u njima. Zajedno s Claudeom Bernardom prvi test je završio 20. travnja 1862. Kasnije je proces po njemu nazvan pasterizacija. 
Kontaminiacija pića, dovela je Pasteura do zaključka da bolesti kod čovjeka i životinja uzrokuju mikrorganizmi. Predlagao je sprečavanje unosa bakterija u tijelu, što je dovelo od razvoja metoda antisepse u kirurgiji koje je uveo Joseph Listera. 
Pasteur je otkrio anaerobiozu, kojom neki mikroorganizmi mogu se razvijati i živjeti bez prisutnosti zraka tj. kisika, što je nazvano Pasteurov efekt.

### Vakcinacija
Pasteur je istraživao koleru peradi. Tijekom rada jedna kultura bakterija se je pokvarila i nije uspjela uzrokovati bolesti kod kokoši koje je zarazio. Nakon što nije uspio te iste kokoši zaraziti svježim bakterijama, zaključio je da oslabljene bakterije koje je dao prvotno, su kod kokoši uzrokovali imunost. 
Tijekom 1870-ih istu metodu koristio je kod stoke zaražene antraksom. Tada je oslabljen antraks (kalijevim dikromatom) koristio kao cjepivo. Iako je u to vrijeme Jennerova metoda vakcinacije protiv velikih boginja malim boginjama iz 18.st., bila raširena, ovdje se radilo o novom postupku. 
Pasteur je umjetno oslabljenim bolestima dao naziv vakcina u čast Jennerova otkrića. Kasnije je proizvodio i prvo cjepivo protiv bjesnoće dobiveno iz zaraženog živčanog tkiva zečeva oslabljenog sušenjem. Cjepivo protiv bjesnoće razvio je Emile Roux, francuski liječnik i Pasteurov kolega koje je iz leđne moždine zečeva uspješno testirao cjepivo na 11 pasa. 
Cjepivo je prvi puta korišteno na 9-godišnjem dječaku Joseph Meister, dana 6. srpanja 1885. kojeg je napao bijesan pas. Nakon konzultacije s kolegama cjepivao mu je dao Pasteur, uz moguće kaznene posljedice, jer nije bio licencirani liječnik. Dječak nije razvio bolest, te je Pasteur slavljen kao junak i nije tužen. 
Danas se zna da je rizik za takav prijenos bolesti oko 15%. Uspjeh u ovom slučaju postao je osnova za proizvodnju mnogih drugih cjepiva, te jedan od uspjeha Pasteurovog Instituta.

## Počasti
Pasteur je preminuo 1895. u blizini Pariza zbog komplikacija nekoliko moždanih udara, od kojih je prvi doživio 1868. Pokapan je u katedrali Notre Dame, ali su mu ostaci pohranjeni u kripti u Pasterovom Institutu u Parizu. 
Njemu u čast nazvani su Pasteurov Institut i Sveučilište Louis Pasteur u Strasbourgu, te brojne ustanove i lokaliteti diljem svijeta. Dobitnik je brojnih počasnih priznanja u Francuskoj i svijetu.
Tako je u Francuskoj 1881. dobio najveći stupanj Legije Časti, Veliki Križ, dok su mu nizozemci dodijelili svoje najviše priznanje Leeuwenhoekovu medalju 1895.